# Guo Meiqi
Guo Meiqi (chinesisch 郭美琪, Pinyin Guō Měiqí; * 9. Januar 2000 in Guangzhou) ist eine chinesische Tennisspielerin.

## Karriere
Guo begann mit fünf Jahren das Tennisspielen und bevorzugt Hartplätze. Sie spielt überwiegend Turniere auf der ITF Women’s World Tennis Tour, bei der sie bislang drei Titel im Einzel und neun im Doppel gewonnen hat.

## Turniersiege

### Einzel
| Nr. | Datum              | Turnier   | Kategorie   | Belag             | Finalgegnerin                     | Ergebnis      |
| --- | ------------------ | --------- | ----------- | ----------------- | --------------------------------- | ------------- |
| 1.  | 16. September 2018 | Anning    | ITF $15.000 | Sand              | Sun Ziyue                         | 6:1, 6:1      |
| 2.  | 1. Juni 2025       | Ma’anshan | ITF W15     | Hartplatz (Halle) | Liu Fangzhou                      | 5:3 Aufgabe   |
| 3.  | 20. Juli 2025      | Lu’an     | ITF W15     | Hartplatz         | Anne Christine Lutkemeyer Obregon | 4:6, 6:0, 6:4 |

### Doppel
| Nr. | Datum              | Turnier             | Kategorie | Belag     | Partnerin     | Finalgegnerinnen                  | Ergebnis          |
| --- | ------------------ | ------------------- | --------- | --------- | ------------- | --------------------------------- | ----------------- |
| 1.  | 9. März 2019       | Nanchang            | ITF W15   | Sand      | Cao Siqi      | Guo Hanyu Tang Qianhui            | 6:4, 4:6, [10:8]  |
| 2.  | 29. Juni 2019      | Naiman              | ITF W25   | Hartplatz | Wu Meixu      | Jiang Xinyu Erika Sema            | 6:4, 7:65         |
| 3.  | 21. September 2019 | Anning              | ITF W15   | Sand      | Zhao Qianqian | Ayaka Okuno Holly Verner          | 7:65, 7:65        |
| 4.  | 24. Februar 2024   | Nakhon Si Thammarat | ITF W15   | Hartplatz | Xiao Zhenghua | Yao Xinxin Zheng Wushuang         | 6:3, 6:4          |
| 5.  | 13. Juli 2024      | Tianjin             | ITF W35   | Hartplatz | Xiao Zhenghua | Sakura Hosogi Misaki Matsuda      | 6:4, 6:2          |
| 6.  | 27. Juli 2024      | Naiman              | ITF W35   | Hartplatz | Huang Yujia   | Lu Jingjing Ye Qiuyu              | 6:3, 3:6, [13:11] |
| 7.  | 31. August 2024    | Jinan               | ITF W50   | Hartplatz | Xiao Zhenghua | Feng Shuo Liu Fangzhou            | 6:3, 1:6, [10:5]  |
| 8.  | 25. Januar 2025    | La Marsa            | ITF W50   | Hartplatz | Xiao Zhenghua | Ángela Fita Boluda Ylena In-Albon | 6:3, 6:4          |
| 9.  | 8. Februar 2025    | Monastir            | ITF W15   | Hartplatz | Xiao Zhenghua | Sara Daavettila Martha Matoula    | 4:6, 7:65, [10:8] |